# Kasumi Suzuki
Kasumi Suzuki (鈴木かすみ Suzuki Kasumi), soprannominata Kasu (Zama, 21 giugno 1990) è una cantante e attrice giapponese.
È una cosiddetta idol e canta nel gruppo Doll's Vox.
Ha fatto degli album fotografici e ha recitato nei musical di Sailor Moon. Nel 2003 ha debuttato come attrice nel cortometraggio Bakuryuu sentai Abaranger: Deluxe. Successivamente ha recitato in diverse serie televisive giapponesi fra cui Kamen Rider Kabuto, adattamento del 2006 dell'originale Kamen Rider del 1973.
Nel 2005 ha recitato nel suo primo ruolo cinematografico in Zoo.

## Filmografia parziale

### Cinema
- Zoo (2005)
- GeGeGe no Kitarō (2007)
- Ren (2008)
- Akai ito (film) (2008)
- Kaidan shin mimibukuro: Kaiki (2010)

### Televisione
- Bakuryu Sentai Abaranger (TV Asahi, 2003)
- Daisuki! Itsutsugo (TBS, 2004)
- Kamen Rider Kabuto (TV Asahi, 2006)
- Tantei gakuen Q (NTV, 2007)
- Watashitachi no kyōkasho (Fuji TV, 2007)
- Shinigami no Ballad (TV Tokyo, 2007)
- Akai Ito (Fuji TV, 2008)
- Meitantei Conan - Kudō Shin'ichi e no chōsenjō - Kaitori densetsu no nazo, (2011)